# Liz Mohn
Liz Mohn (Wiedenbrück, 21 juni 1941) is een Duitse onderneemster en mecenas.
Van 1982 tot diens dood in 2009 was zij de echtgenote van de zakenman Reinhard Mohn. Zij had, toen ze als zeer jonge vrouw als telefoniste bij het Bertelsmann-concern te Gütersloh werkte, haar latere echtgenoot al leren kennen; beiden trouwden daarna  eerst  met (en scheidden ook weer van) een andere partner.
Sinds 2009 leidt zij zowel het Bertelsmann-concern als de daarmee gelieerde Bertelsmann-Stiftung, die in 2019 ongeveer 80% van de aandelen in dat concern bezit. 
Vanwege de deels charitatieve doelen van de Bertelsmann-Stiftung en de commerciële doelen van het Bertelsmann-mediaconcern, waardoor zij invloed kan uitoefenen op de media en de publieke opinie, en daarmee de belangen van het concern en de politieke voorkeuren van de leden van de Bertelsmann-/Mohn-familie in theorie zou kunnen bevoordelen, wordt al haar doen en laten door de internationale pers regelmatig (al naargelang van het economisch belang en/of de politieke kleur van degene, die over haar publiceert, zeer lovend tot zeer afbrekend) kritisch geanalyseerd.
Als mecenas, doorgaans namens de Bertelsmann-Stiftung, heeft zij uiteenlopende initiatieven genomen, vooral op het gebied van gezondheidszorg, muziek en cultuur.
Daartoe behoren:
- Het in 1987 in het leven roepen van het muziekconcours Neue Stimmen.
- Het in 1992 oprichten van een stichting ter bestrijding en tijdige herkenning van CVA, hersenbloeding of beroerte in Duitsland.
- Het in 2005 oprichten van de Liz Mohn Kultur- und Musikstiftung, die o.a. jongeren in de gelegenheid stelt, musicals en operettes te (leren) zingen. Deze stichting werkt samen met de Berlijnse Staatsoper Unter den Linden.
- Momenteel is Liz Mohn ook vice-voorzitster van de Björn Steiger Stiftung, die sinds 1969 bestaat.[1] Deze stichting stelt zich ten doel om in Duitsland de directe hulpverlening na ongevallen in het verkeer en elders te verbeteren. De stichting houdt zich o.a. bezig met het verspreiden van AED- apparatuur, en met voorlichting. De stichting behoorde tot de initiatiefnemers voor het invoeren in Duitsland van het landelijke alarmnummer 112.

Liz Mohn heeft intussen talrijke onderscheidingen gekregen, o.a.:
- In 1996: de Bambi-prijs
- In 1996: de Orde van Verdienste van de Bondsrepubliek Duitsland (Bundesverdienstkreuz 1.Klasse)
- In 2003: de Orde van het Franse Legioen van Eer
- In 2016: de Luxemburgse Orde van de Eikenkroon

Verder werd haar door de universiteit van Tel Aviv in Israël een eredoctoraat verleend.
Liz Mohn is ereburgeres van de stad Gütersloh.